# Countdown 1992-1983
Albums de Pulp
Different Class
(1995) This Is Hardcore
(1998)
Countdown 1992-1983 est une compilation du groupe anglais Pulp, contenant des titres issus des trois premiers albums du groupe (It, Freaks et Separations), sortis chez le label indépendant Fire Records, avant que le groupe ne signe chez Island Records. Countdown voulant dire « compte à rebours », les chansons sont donc présentées dans l'ordre chronologique inverse, de la plus récente à la plus ancienne. L'album, sorti en 1996 alors que le groupe était extrêmement populaire, a atteint la dixième place des charts britanniques.

## Liste des morceaux

### Disque 1
1. Countdown
2. Death Goes to the Disco
3. My Legendary Girlfriend
4. Don't You Want Me Anymore?
5. She's Dead
6. Down by the River
7. I Want You
8. Being Followed Home
9. Master of the Universe
10. Don't You Know
11. They Suffocate at Night

### Disque 2
1. Dogs Are Everywhere
2. The Mark of the Devil
3. 97 Lovers
4. Little Girl (With Blue Eyes)
5. Blue Glow
6. My Lighthouse
7. Wishful Thinking
8. Blue Girls
9. Countown (extended)